# Pennsylvania Academy of the Fine Arts

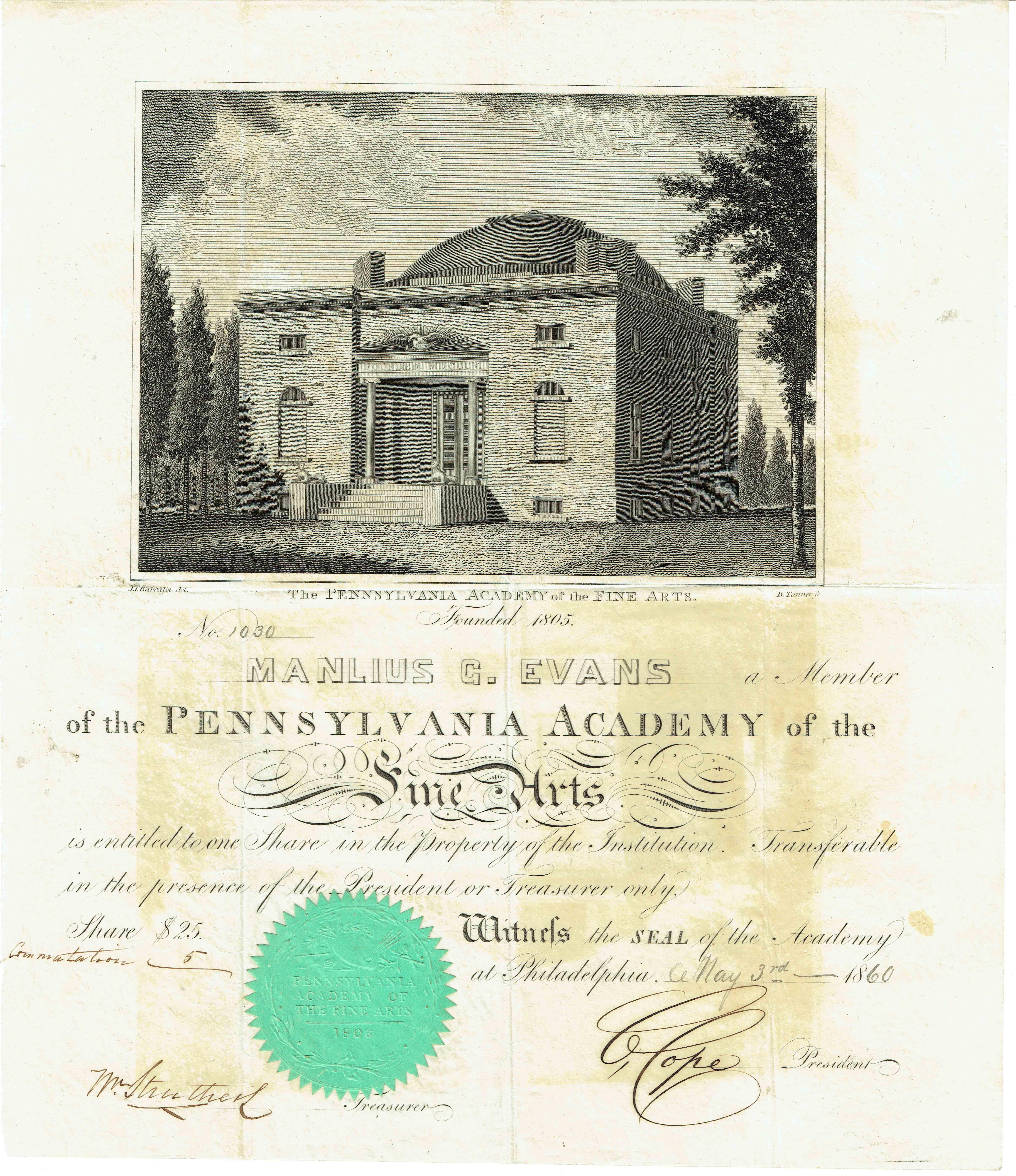
Action de la Pennsylvania Academy of the Fine Arts en date du 3 mai 1860

La Pennsylvania Academy of the Fine Arts (PAFA) est un musée et une école des beaux-arts situé à Philadelphie dans l'État de Pennsylvanie.
Le bâtiment actuel du musée, conçu par les architectes américains Frank Furness et George W. Hewitt, a été ouvert en 1876. Il obtient ensuite[Quand ?] le titre de bâtiment historique (National Historic Landmark).

## L'École des beaux-arts

### Enseignants
- Thomas Pollock Anshutz
- Stephen Parrish
- Shelley Spector

### Élèves célèbres
- Blanche Dillaye
- William James Glackens
- Robert Henri
- Hilaire Hiler
- George Luks
- David Lynch
- Abraham Rattner
- Everett Shinn
- John French Sloan
- Hugh Weiss William Utermohlen

### Prix
Karl James Anderson remporta le prix Lippincott à la Pennsylvania Academy of the Fine Arts en 1916.

## Musée
Fondé en 1805, le PAFA est le plus ancien musée d'art des États-Unis[réf. nécessaire].

### Collections
Parmi les peintres : Hugh Weiss